# 汪民
汪民（1956年11月—），河北磁县人。中国共产党党员。郑州地质学校水文系水文地质专业毕业，武汉地质学院（现中国地质大学）水文系水文地质专业硕士研究生，中国地质大学（北京）水文系水文地质与工程地质专业学历。
历任河南省地震局局长助理；地质矿产部地质环境管理司副司长；国土资源部信息中心筹建小组组长、主任，中国地质调查局副局长等职。2004年8月，任国土资源部副部长。2007年4月，兼任中国地质调查局局长。2016年12月，不再担任国土资源部副部长。
2016年获俄罗斯政府授予的友谊勋章。